# 本都管区
本都管区（拉丁語：Dioecesis Pontica）是罗马帝国晚期设立的行政区划“管区”之一，包含了小亚细亚北部与东北部的行省，东面与萨珊波斯接壤。 
行政上，本都管区属于东方近卫总长大区，下辖12个行省：比提尼亞、霍诺里阿斯、帕夫拉戈尼亚、海伦娜本都、波利莫尼库斯本都、第一加拉太、第二加拉太、第一卡帕多细亚、第二卡帕多细亚、第一亚美尼亚、第二亚美尼亚、大亚美尼亚，此外还有由亚美尼亚王公自治的索菲内、罗马在黑海东北部的据点尼蒂克（今加格拉）、皮提尤斯（今皮聰大）、狄奥斯库里阿斯（今苏呼米）。536年创建的第三亚美尼亚、第四亚美尼亚两个行省也属于本都管区。管区的长官“近卫总长代理官”驻阿马西亚。
本都管区面临着萨珊波斯的威胁，因而其军队由专官“本都与亚美尼亚都督（Dux Ponti et Armeniae）”指挥，直到5世纪分拆成两个都督（Dux）指挥。查士丁尼一世时又在亚美尼亚地区设立了“亚美尼亚军队总长（Magister militum per Armeniam）”。查士丁尼还于535年废除了本都管区，由第一加拉太行省的长官接手“近卫总长代理官”的职责，但这一改革的结果不能让国家满意，于是548年本都管区又被重新建立，此后持续存在，直到7世纪后期军区制形成，本都管区被亚美尼亚军区与奥普西金军区取代。

## 引用
1. 1 2 3  Kazhdan, Alexander (编). . Oxford University Press. 1991: 1697. ISBN 978-0-19-504652-6.